# Irving contra Lipstadt y otros
David Irving contra Penguin Books y Deborah Lipstadt es un caso en la ley inglesa contra la autora estadounidense Deborah Lipstadt y su editorial Penguin Books, presentada en una corte inglesa por el autor británico y negacionista del Holocausto David Irving en 1996, afirmando que Lipstadt lo había difamado en su libro Negando el Holocausto. El tribunal dictaminó que el reclamo por difamación de Irving relacionado con la ley de difamación inglesa y el negacionismo del Holocausto no era válido porque la afirmación de Lipstadt de que el autor inglés había distorsionado deliberadamente las pruebas había demostrado ser sustancialmente cierta. La ley de difamación inglesa pone la carga de la prueba en la defensa, lo que significa Lipstadt y su editor tenían que probar que sus afirmaciones de la tergiversación deliberada de las pruebas de Irving para ajustarse a sus puntos de vista ideológicos eran sustancialmente ciertas.
Lipstadt contrató al abogado británico Anthony Julius, mientras que Penguin contrató a los expertos en difamación Kevin Bays y Mark Bateman de la firma de abogados Davenport Lyons. Richard J. Evans, un historiador establecido, fue contratado por la defensa para servir como un testigo experto. Evans pasó dos años examinando el trabajo de Irving, y presentó pruebas de las tergiversaciones de Irving, incluida la evidencia de que Irving había utilizado deliberadamente documentos falsificados como material de origen. De mutuo acuerdo, el caso se argumentó como un juicio de prueba ante el juez Charles Gray, quien emitió una sentencia escrita de 349 páginas a favor de los acusados, en la que detallaba la distorsión sistemática de Irving del historial del Holocausto y el papel de Hitler en este genocidio.

## Historia
En 1993, Free Press publicó el libro de la Profesora Deborah Lipstadt Denying the Holocaust: The Growing Assault on Truth and Memory. En ella describió y condenó el fenómeno de la negación del Holocausto y se refirió a David Irving como un prominente negador del Holocausto. Uno de los pasajes a los que Irving se opuso fue:

Irving es uno de los voceros más peligrosos para el negacionismo del Holocausto. Familiarizado con la evidencia histórica, la inclina hasta que se conforme con sus inclinaciones ideológicas y su agenda política. Para un hombre que está convencido de que el gran declive de Gran Bretaña fue acelerado por su decisión de ir a la guerra con Alemania, es más fácil de tomar información precisa y darle forma para confirmar sus conclusiones. Una revisión de su libro reciente, "Churchill's War", que apareció en "New York Review of Books", analizó con precisión su práctica de aplicar un doble estándar de pruebas. Exige una "prueba documental absoluta" cuando se trata de demostrar que los alemanes son culpables, pero se basa en evidencia altamente circunstancial para condenar a los Aliados. Esta es una descripción precisa no solo de las tácticas de Irving, sino de los negacionistas en general.

En noviembre de 1994, Irving tuvo su primer encuentro con Lipstadt en DeKalb College en Atlanta, donde Lipstadt daba una conferencia sobre la negación del Holocausto. Irving había escuchado la conferencia mientras estaba sentado en la sala de conferencias y, cuando terminó, hizo lo posible por interrumpir Lipstadt desafiándola a un debate, saludándola con una gran cantidad de dinero y anunciando que tenía $ 1,000 para darle. o cualquiera que pueda encontrar una orden por escrito de Hitler para el Holocausto. Lipstadt ignoró a Irving, a pesar de sus repetidos intentos de llevarla a un debate. Después de que terminó la conferencia de Lipstadt, Irving anunció que la negativa de Lipstadt a debatirlo o producir una orden escrita de Hitler por el Holocausto, a pesar de su promesa de pagar 1000 dólares en el acto, demostró que su crítica sobre él en Negar el Holocausto era inválida y entregó copias gratuitas de su biografía de Göring a los estudiantes de Lipstadt.

### Demanda de difamación
El 5 de septiembre de 1996, Irving presentó una demanda por difamación en relación con el libro de Lipstadt en la corte inglesa. Nombró en su demanda Lipstadt y Penguin Books, cuya división Plume había publicado una edición británica de su libro. Irving también demandó a la historiadora del Holocausto Gitta Sereny por difamación por un artículo que ella había escrito sobre él titulado "Spin Time for Hitler" en el periódico The Observer el 21 de abril de 1996, aunque el caso no fue a los tribunales. En cartas de 25 y 28 de octubre de 1997, Irving amenazó con demandar a John Lukacs por difamación si publicaba su libro, The Hitler of History, sin eliminar ciertos pasajes altamente críticos del trabajo de Irving. La edición estadounidense de The Hitler of History se publicó en 1997 con los pasajes presuntamente difamatorios, pero debido a las amenazas legales de Irving, no se publicó ninguna edición británica de The Hitler of History hasta 2001. Cuando este último fue publicado, como resultado de la amenaza de acciones legales por parte de Irving, los pasajes que contenían la crítica a los métodos históricos de Irving fueron eliminados por el editor, para decepción de muchos revisores.
En su libro,  Denying the Holocaust: The Growing Assault on Truth and Memory, Lipstadt llamó a Irving un negador del Holocausto, falsificador, fanático y manipuló y distorsionó documentos reales. Irving afirmó haber sido difamado bajo el argumento de que Lipstadt lo había etiquetado falsamente como un negador del Holocausto, afirmó falsamente que había falsificado pruebas o lo malinterpretó deliberadamente, mediante el cual se acusó a falsas acusaciones de que su reputación como historiador. Aunque el autor era estadounidense, Irving presentó su demanda en el Tribunal Superior de Inglaterra, donde la carga de la prueba en los casos de difamación recae en el acusado, a diferencia de los Estados Unidos, donde la carga recae sobre el demandante. Pudo presentar la demanda en Inglaterra porque el libro se publicó allí (antes de 1996, si Irving hubiera deseado demandar a Lipstadt, habría tenido que iniciar su acción legal en un tribunal estadounidense; la ley de difamación en inglés se aplica únicamente a supuestos actos de difamación cometida en Inglaterra y Gales).

4.7 ... la carga de probar la defensa de la justificación recae sobre los editores. Se presume que las palabras difamatorias bajo la ley inglesa son falsas. No corresponde a los acusados probar la verdad de cada detalle de las palabras difamatorias publicadas: lo que debe probarse es la verdad sustancial de las imputaciones difamatorias publicadas sobre el demandante. Como se expresa a veces, lo que debe demostrarse es la verdad del pinchazo de las acusaciones difamatorias formuladas.

### Asuntos legales
La decisión de Irving de presentar su demanda en los tribunales ingleses le dio la ventaja transfiriendo la carga de la prueba. Bajo la ley estadounidense de difamación, una figura pública que afirma haber sido difamada debe probar que las declaraciones en cuestión son difamatorias, falsas y fueron hechas con malicia real o con despreocupación imprudente por su verdad o falsedad. La confianza en fuentes confiables (incluso si son falsas) es una defensa válida. La ley de difamación en inglés solo exige que el demandante demuestre que las declaraciones son difamatorias. La carga de la prueba recae sobre el demandado para probar que las declaraciones fueron sustancialmente ciertas y la dependencia de las fuentes es irrelevante.
Las declaraciones hechas por Lipstadt fueron claramente difamatorias y la defensa no pudo afirmar que fueron malinterpretadas. Si la defensa no puede probar que el contenido difamatorio de sus palabras es verdadero, se lo hallará culpable de difamación. Lipstadt temía que un veredicto así conferiría legitimidad a los reclamos de Irving y se sintió obligado a defenderse. Un comentarista, que había expresado la opinión de que Irving "podría haber sido ignorado", escribió más tarde que "Lipstadt no tuvo más remedio que defenderse ante los tribunales".
Para tener éxito con una defensa de justificación, la defensa tendría que demostrar como sustancialmente ciertas todas las afirmaciones difamatorias hechas por Lipstadt contra Irving. El juez entendió estas afirmaciones como:
1. que Irving es un apologista y partidario de Hitler, que ha recurrido a la distorsión de la evidencia; la manipulación y el sesgo de los documentos; la tergiversación de los datos y la aplicación de estándares dobles a la evidencia, a fin de servir a su propio propósito de exonerar a Hitler y presentarlo como simpatizante de los judíos;
2. que Irving es uno de los portavoces más peligrosos para el negacionismo del Holocausto, que ha negado en numerosas ocasiones que los nazis se embarcaron en la deliberada exterminación planificada de judíos y ha alegado que es un engaño judío que los nazis usaron cámaras de gas en Auschwitz como un medio para llevar a cabo tal exterminio;
3. que Irving, al negar que sucedió el Holocausto, ha tergiversado la evidencia; fuentes mal citadas; estadísticas falsificadas; información mal interpretada y evidencia histórica torcida para que se ajuste a su agenda política neofascista y sus creencias ideológicas;
4. que Irving se ha aliado con representantes de una variedad de grupos e individuos extremistas y antisemitas y en una ocasión acordó participar en una conferencia en la que los representantes de organizaciones terroristas debían hablar;
5. que Irving, en violación de un acuerdo que él había hecho y sin permiso, removió y transportó al extranjero ciertas microfichas de los diarios de Goebbels, exponiéndolos así a un riesgo real de daño;
6. que Irving está desacreditado como historiador.[22]

### Preparación

#### Defensa
Lipstadt contrató al abogado británico Anthony Julius para presentar su caso. Penguin contrató a los especialistas en difamación de Davenport Lyons, Kevin Bays y Mark Bateman. Juntos informaron al abogado de difamación, Richard Rampton QC. Penguin también instruyó a Heather Rogers como junior barrister. Penguin sabía que iban a tener que cavar profundo para defenderse de las afirmaciones de Irving. Los reclamos de Lipstadt tendrían que ser respaldados por expertos y Penguin pagaría la factura, conservando al profesor Richard J. Evans, historiador y profesor de historia moderna en la Universidad de Cambridge, como su testigo principal. Como testigo experto, se esperaba que Evans preparara un informe y fuera interrogado. También trabajaron como testigos expertos el historiador del Holocausto estadounidense Christopher Browning, el historiador alemán Peter Longerich, el experto en arquitectura holandés Robert Jan van Pelt y el profesor de ciencias políticas Hajo Funke (de) de la Universidad Libre de Berlín.
La estrategia legal fue:
1. Proporcionar evidencia de que ocurrió el Holocausto, con un enfoque específico en la evidencia de: la existencia y el uso de cámaras de gas; y un plan nazi coordinado, dirigido por Hitler, para el exterminio de los judíos. El objetivo no era probar el holocausto, sino mostrar que cualquier historiador razonable e imparcial no lo dudaría, y que, por lo tanto, Irving no debe ser razonable o imparcial.
2. Documentar las opiniones políticas y asociaciones de Irving con grupos extremistas neonazis.
3. Examine el trabajo de Irving para ver si Irving efectivamente falsificó el registro histórico, como Lipstadt había afirmado que lo hizo.

Van Pelt, Browning y Longerich fueron asignados a la primera parte. Funke escribió un informe para el segundo y Evans el tercero. Los abogados de Lipstadt (Mishcon de Reya) y Penguin (Davenport Lyons) trabajaron estrechamente, en su mayoría acordando la forma de abordar el reclamo. Un pequeño revés ocurrió cuando Penguin y sus abogados, Davenport Lyons, quisieron que la información provista por los expertos que ellos habían instruido fuera incorporada en una defensa enmendada (que redactó Heather Rogers). Inicialmente, Mishcon no fue persuadido, pero Davenport Lyons insistió, sintiendo que el documento enmendado proporcionaba una declaración clara de la fuerte evidencia contra Irving. La decisión finalmente se dejó a Richard Rampton y Heather Rogers ya que estarían presentando el caso y ambos estaban a favor de la enmienda; Mishcon cedió.
El testimonio de Van Pelt y Evans resultó ser el más sustancial. Durante el interrogatorio, Irving no pudo socavar ni a Evans, que había sido muy crítico con su beca ni a van Pelt, cuyo informe se concentró en la evidencia que contradecía los argumentos de los negadores del Holocausto sobre Auschwitz Birkenau. Evans fue asistido por dos postgraduados como los investigadores Thomas Skelton-Robinson y Nik Wachsmann; Evans y sus alumnos tardaron 18 meses en redactar un informe de 740 páginas y lo terminaron en el verano de 1999.

#### Oferta de acuerdo
Poco tiempo después, Irving se acercó a Penguin en privado y les ofreció dejarlo su demanda si sacaban el libro de la publicación en el Reino Unido y destruía todas las copias restantes, desautorizaba públicamente todas las conclusiones de Lipstadt y hacía una donación caritativa de £ 500. en nombre de la hija de Irving (que está discapacitada). También sugirió a Penguin que mantuvieran los términos confidenciales porque no tenía intención de establecerse con Lipstadt. Bays y Bateman dejaron en claro que el editor rechazó sus términos. Tres semanas más tarde, Irving ofreció oficialmente llegar a un acuerdo con ambas partes, según los términos que el libro será retirado de la circulación, ambas partes se disculpan y (cada uno) hace una donación de £ 500. Lipstadt instruyó a sus abogados a rechazar la oferta. Posteriormente, Irving afirmó sin pruebas de que Penguin quería resolver el caso (sin especificar si esto se aplicaba a una de sus dos "ofertas" o a ambos) y el Dr. Lipstadt lo presionó para que no lo hiciera; El libro de DD Guttenplan describió cómo Penguin despidió a Irving por varias razones, incluido el desprecio por él y la consternación por la certeza de que el editor habría sido llamado por los abogados de Lipstadt como demandantes si hubieran resuelto la demanda.

## Juicio

### Testimonio

#### Evans
Evans y sus dos asistentes pasaron más de dos años examinando el trabajo de Irving. Esta investigación encontró que Irving había tergiversado la evidencia histórica para apoyar sus prejuicios. En su informe y testimonio, Evans sugirió que, en su opinión, Irving había utilizado deliberadamente documentos falsificados como fuentes, y que, por esta razón, Irving no podía considerarse un historiador. Sus conclusiones fueron que:

Ninguno de los libros, discursos o artículos de [Irving], ni un solo párrafo, ni una frase en ninguno de ellos, puede tomarse en la confianza como una representación precisa de su tema histórico. Todos ellos son completamente inútiles como historia, porque no se puede confiar en Irving en ninguna parte, en ninguna de ellas, para dar una explicación confiable de lo que está hablando o escribiendo. ... si nos referimos al historiador como alguien preocupado por descubrir la verdad sobre el pasado y dar una representación lo más precisa posible, entonces Irving no es un historiador.

Durante la prueba, Evans fue sometido a un contrainterrogatorio por Irving. El examen cruzado de Evans por Irving se notó por el alto grado de antagonismo personal entre los dos hombres. Tal fue el grado de antagonismo que Irving desafió a Evans en puntos muy menores, como Evans dudando de que un plebiscito alemán de 1938 en el que el régimen nazi recibió el 98.8% de los votos fuera justo. Un tema que involucró mucho a Irving y Evans en un debate fue un memorando de 1942 del jefe de la cancillería del Reich, Hans Lammers, al ministro de Justicia del Reich, Franz Schlegelberger, en el que Lammers escribió que Hitler le ordenó poner la "cuestión judía" en la "quemador" hasta después de la guerra. Evans eligió aceptar la interpretación del memo presentado por Eberhard Jäckel en la década de 1970; Irving eligió interpretar el memorándum literalmente y se mofó de Evans, diciendo que "[es] un problema terrible, ¿no es así ?, que nos enfrentamos a este tentador plato de migajas y bocados de lo que debería haber proporcionado el último arma humeante, y en ninguna parte de los archivos encontramos ni siquiera un elemento que no tengamos que interpretar o leer entre líneas, pero sí tenemos en la misma cadena de documentos de prueba que ... bastante claramente muestran específicamente a Hitler interviniendo en el otro sentido? ". En respuesta, Evans afirmó: "No, no lo acepto en absoluto. Es porque quiere interpretar los eufemismos como literales y ese es el problema total. Cada vez que hay un eufemismo, Sr. Irving ... o una pieza de camuflaje de declaración o lenguaje sobre Madagascar, quieres tratarlo como la verdad literal, porque sirve para tu propósito de tratar de exculpar a Hitler. Eso es parte de ... la forma en que manipulas y distorsionas los documentos ".
En 2001, Evans describió su impresión de Irving después de haber sido interrogado por él como "Él [Irving] era un poco como un estudiante oscuro que no escuchaba. Si no obtenía la respuesta que quería, simplemente repetía pregunta".

#### Longerich
Longerich testificó el significado del lenguaje a menudo eufemístico usado por los oficiales alemanes durante la guerra con respecto a la "Solución final de la cuestión judía", y argumentó que desde 1941 en adelante, el término "reasentamiento en el este" era una metáfora de la deportación a la campos de la muerte. Durante sus intercambios con Irving, Longerich insistió con bastante firmeza en que el término "reasentamiento" era solo un eufemismo de exterminio y nada más, y utilizó el discurso de Posen dado por Himmler en octubre de 1943 como una prueba de la política genocida del estado alemán. Irving, por el contrario, abogó por una interpretación literal de la frase "reasentamiento en el este".

#### Browning
Durante su testimonio y un interrogatorio de Irving, Browning respondió a la sugerencia de Irving de que el último capítulo del Holocausto aún no se ha escrito (lo que implica que había motivos para dudar de la realidad del Holocausto) respondiendo: "Todavía estamos descubriendo cosas sobre el Imperio Romano. No hay un último capítulo en la historia".
Browning contrarrestó el argumento de Irving de que la falta de una orden escrita del Führer demuestra la supuesta no ocurrencia del Holocausto al argumentar que, aunque dicha orden nunca se escribió, Hitler casi con certeza hizo declaraciones a sus principales subordinados indicando sus deseos con respecto a la judíos de Europa durante la guerra, lo que hace que la necesidad de una orden escrita sea irrelevante. Browning testificó que varios expertos líderes en la Alemania nazi creen que no había una orden escrita del Führer para la "Solución final de la cuestión judía", pero ningún historiador duda de la realidad del Holocausto. Browning llegó a afirmar que Irving estaba tratando de igualar falsamente las dudas sobre la existencia de una orden escrita por el Führer con dudas sobre el Holocausto. Browning solía apoyar su tesis del ejemplo del discurso secreto de Hitler a sus Gauleiters el 12 de diciembre de 1941, en el que Hitler aludía fuertemente al genocidio como la "Solución final".
Browning testificó que el Plan de Madagascar de 1940-41 fue "fantástico" y "extraño", pero contrarrestó la sugerencia de Irving de que esto prueba la supuesta imposibilidad del Holocausto al afirmar: "... Creo que se lo tomaron en serio. Es fantástico, pero por supuesto, Auschwitz también es fantástico". Browning testificó que el Plan de Madagascar no era "el sueño de Hitler", como afirmaba Irving, y que "no lo llamaría un sueño imposible, porque creo que si Inglaterra se hubiera rendido, habrían intentado hacerlo. Habrían intentado hacerlo. para implementarlo justo cuando intentaron implementar el plan de reserva de Lublin [Browning se refería al Plan Nisko aquí] y tal como lo intentaron y lograron implementar los planes del campo de la muerte".
Browning rechazó categóricamente la afirmación de Irving de que no había información estadística confiable sobre el tamaño de la población judía anterior a la guerra en Europa o sobre los procesos de asesinato y argumentó que la única razón por la cual los historiadores debaten si cinco o seis millones de judíos fueron asesinados en el Holocausto a la falta de acceso a los archivos en la antigua Unión Soviética. Asimismo, Browning argumentó que es posible empaparse en sangre humana después de dispararle a personas a corta distancia basándose en su investigación para su libro Ordinary Men de 1992 y desestimó el argumento de Irving de que las cuentas de personal alemán empapado en sangre eran improbables porque no es posible tener un uniforme salpicado de sangre después de disparar a personas a corta distancia.
Browning respondió a la afirmación de Irving de que, debido a que Browning había trabajado para el centro de Yad Vashem en Jerusalén, lo convirtió en un "agente israelí" y comprometió sus habilidades académicas al afirmar: "Si ese fuera el caso, desde que estuve en el [ US] Holocaust Museum, yo también habría sido un agente del gobierno estadounidense, y dado que he recibido becas en Alemania, sería un agente del gobierno alemán, por lo que debo ser un tipo muy dupluto para poder seguir estos regímenes ". Irving parecía ansioso por la aprobación de Browning, y Browning luego recordó que Irving se comportó como si ambos estuvieran en "un viaje conjunto de exploración y descubrimiento".

#### Van Pelt
Robert Jan van Pelt, un historiador de la arquitectura, fue contratado por la defensa como un testigo experto. Preparó un informe de 700 páginas, en el que examinó las pruebas de la existencia de cámaras de gas en Auschwitz. También se defendió a sí mismo en el interrogatorio. Irving tropezó con el profundo conocimiento de van Pelt de la mecánica de Auschwitz Birkenau. Rampton y van Pelt se habían unido en un viaje a Auschwitz con Rogers y Bateman y habían pasado horas hablando de las afirmaciones de Irving. Van Pelt llevó a los tres abogados y a Deborah Lipstadt alrededor de Auschwitz para mostrarles cómo las afirmaciones de Irving eran falsas y el error que había cometido sobre el diseño físico. Más tarde adaptó el informe que escribió a la forma de libro.

### Demandante
En el juicio, Irving se representó a sí mismo. Llamó al estadounidense Kevin B. MacDonald, un psicólogo evolutivo, para testificar en su nombre. Irving hizo gran parte de la declaración del historiador estadounidense Arno J. Mayer, quien se esforzó por señalar que era tanto un marxista como un hombre que habría sido considerado judío en la teoría racial nazi, en su libro de 1988 Why Did the Heavens Not Darken?, que la mayoría de las personas que murieron en Auschwitz fueron víctimas de enfermedades más que de asesinatos. En respuesta, Peter Longerich argumentó que Mayer no negó el Holocausto en su libro, y que simplemente estaba equivocado sobre la muerte de más judíos de causas "naturales" en oposición a las causas "no naturales" de la muerte en Auschwitz.
Irving también citó al historiador diplomático Donald Cameron Watt y al historiador militar John Keegan para testificar en su caso contra Lipstadt; ambos hombres habían rechazado una oferta anterior de testificar por Irving por su cuenta y parecían ser muy reacios en el estrado. En lugar de centrarse en las pruebas de la defensa en su contra, o en si Lipstadt lo había difamado o no, Irving parecía centrarse principalmente en su "derecho a la libertad de expresión". En su declaración final, Irving afirmó haber sido víctima de una conspiración internacional, principalmente judía, durante más de tres décadas.

## Decisión
La sentencia se presentó el 11 de abril de 2000, aunque los abogados habían recibido la decisión 24 horas antes. A la gran multitud reunida, el juez leyó partes de su juicio escrito.
El juicio escrito fue de 349 páginas. Después de una introducción y una discusión de la queja, más de las tres cuartas partes de la sentencia escrita se dedican al análisis de todas las pruebas que se presentaron. Solo entonces el juez llega a sus conclusiones sobre la evidencia. El juez considera que "en el transcurso de su prolongado interrogatorio, Evans justificó todas y cada una de las críticas en las que los Demandados han decidido confiar". Sobre el tema de Auschwitz, el juez declara: "Mi conclusión es que las diversas categorías de evidencia 'convergen' de la manera sugerida por los Demandados ... Habiendo considerado los diversos argumentos presentados por Irving para atacar el efecto de la evidencia convergente en la que se basan los Demandados, mi conclusión es que ningún objetivo, un historiador imparcial tendría motivos serios para dudar de que hubiera cámaras de gas en Auschwitz y de que fueran operados en una escala sustancial para matar a cientos de miles de judíos " y " se sigue que es mi conclusión que las negativas de Irving de estas proposiciones eran contrarias a la evidencia ". Además," también se establece la acusación de que Irving es racista."
En última instancia, el juez dictaminó que la defensa logró probar todo lo que afirmaron en el juicio, pero por dos afirmaciones: que Irving había roto un acuerdo con los archivos de Moscú y manipulado las placas de vidrio que contenían los diarios de Goebbels, y que colgó un retrato de Hitler en su escritorio. El juez señaló que "los cargos contra Irving que se ha demostrado son ciertos son de suficiente gravedad" que esas dos afirmaciones mencionadas anteriormente "no tendrían ningún efecto material en la reputación de Irving". El juez decidió esto de acuerdo con la sección 5 de la Ley de Difamación de 1952, que establece que una defensa de justificación puede tener éxito a pesar de la falta de pruebas de afirmaciones menores.
El juez resumió sus conclusiones de la siguiente manera:

Irving tiene por sus propias razones ideológicas tergiversada y manipulada deliberadamente y falsea la evidencia histórica; que por las mismas razones ha retratado a Hitler en una luz injustificadamente favorable, principalmente en relación con su actitud y responsabilidad por el trato a los judíos; que él es un negacionista del Holocausto activo; que es antisemita y racista, y que se asocia con extremistas de derecha que promueven el neonazismo ... por lo tanto, la defensa de la justificación tiene éxito ... Se sigue que el fallo es favorable a la defensa.

## Otros eventos

### Apelación
Posteriormente, Irving apeló ante la División Civil del Tribunal de Apelaciones. El 20 de julio de 2001, Lords Justice Pill, Mantell y Buxton denegaron su solicitud de apelación.

### Bancarrota
A la luz de la evidencia presentada en el juicio, varias obras de Irving que previamente habían escapado a un escrutinio serio fueron traídas a la atención del público. También fue responsable de pagar todos los costos sustanciales de la prueba (entre uno y dos millones de libras), lo que lo arruinó financieramente y lo forzó a la bancarrota en 2002.

## Reacción
A menudo los medios llamaban el caso como "la historia en el juicio". La respuesta al veredicto fue abrumadoramente positiva.
Algunos vieron el caso como una reivindicación de las estrictas leyes de difamación del Reino Unido. Otros señalaron que el juez Gray "indicó que no 'consideró que formaba parte' de su función 'como juez de primera instancia para hacer comprobaciones de hechos sobre qué sucedió y qué no ocurrió durante el régimen nazi en Alemania', pero luego pasó cientos de páginas discutiendo acerca de su posición sobre estos temas ", afirmando que fueron las leyes de difamación excesivamente estrictas las que obligaron a un juez a determinar un hecho histórico.